# Український центр культурних досліджень
Український центр культурних досліджень (УЦКД) — це установа у сфері управління Міністерства культури та інформаційної політики України, що провадить культурно-просвітницьку діяльність.
Основна мета УЦКД — збір та аналіз даних і проведення досліджень для підтримки ухвалення рішень і культурних політик, заснованих на фактах. УЦКД фокусується на розвитку культури в регіонах, надаючи аналітику й посилюючи спроможність до культурного управління на місцях.
Крім того, УЦКД сприяє імплементації Конвенції ЮНЕСКО про охорону нематеріальної культурної спадщини і Конвенції ЮНЕСКО про охорону та заохочення розмаїття форм культурного самовираження. Завдяки досвіду в креативних індустріях УЦКД має на меті розкрити потенціал цього сектора для сталого соціального та економічного розвитку України..

## Історія
Український центр культурних досліджень був створений восени 1994 року на базі Українського центру народної творчості (УЦНТ), який, в свою чергу, був створений у 1938 році як Центральний будинок народної творчості УРСР та займався методичним забезпеченням сфери народної творчості, художньої самодіяльності, культурно-дозвіллєвої діяльності, а також організацією мистецьких фестивалів та конкурсів, культурологічних акцій. Певну частину цих функцій успадкував і УЦКД.
У 2016 році Міністерством культури було здійснено перепрофілювання установи на культурно-просвітницький центр.

## Адреса
м. Київ, вул. Ярославів Вал, будинок 36.

## Керівники
Центр засновано 17.06.1994 року.
- З 2014 по 14.11.2017 директор Олександр Буценко
- З 14.11.2017 по 23.01.2018 Федів Юлія Олександрівна
- З 23.01.2018 по 30.03.2023 (з грудня 2017 по грудень 2022) директор Заслужена артистка України Ірина Френкель
- З 30.03.2023 по 25.07.2023 Іщенко Олена Володимирівна
- З 25.07.2023 по 11.11.2024 Образцова Анастасія Яківна [2]
- З 12.11.2024 Іщенко Олена Володимирівна